# Chaetophractus villosus
Chaetophractus villosus là một loài động vật có vú trong họ Dasypodidae, bộ Cingulata. Loài này được Desmarest mô tả năm 1804.
Loài này sinh sống từ mực nước biển đến độ cao lên đến 1.300 mét trên phần phía nam của Nam Mỹ, và có thể được tìm thấy ở đồng cỏ, rừng, và thảo nguyên, và thậm chí đã bắt đầu tuyên bố khu vực nông nghiệp như nhà của mình. Loài này đào hang giỏi và dành phần lớn thời gian của mình bên dưới mặt đất. Nó làm cho cả hai hang tạm thời và dài hạn, tùy thuộc vào nguồn thức ăn. Chúng có thể sử dụng màng tiến hóa đặc biệt ở mũi để nhận oxy từ các hạt đất xung quanh mà không phải hít lẫn đất vào mũi. Chúng tự bảo vệ khỏi các kẻ thù săn mồi bằng một loạt các tấm xương mỏng dọc theo đầu và lưng. Chúng thành thục vào khoảng 9 tháng và đã có thể sống hơn 30 năm ở chế độ nuôi nhốt. Mặc dù loài động vật này thường bị người ta săn bắt để lấy thịt và vỏ của nó, hoặc đơn giản là bị giết để khỏi làm phiền các nông trại, loài này đã thể hiện khả năng phục hồi tuyệt vời, và quần thể dường như được xử lý khai thác tốt điều này.

## Hình ảnh

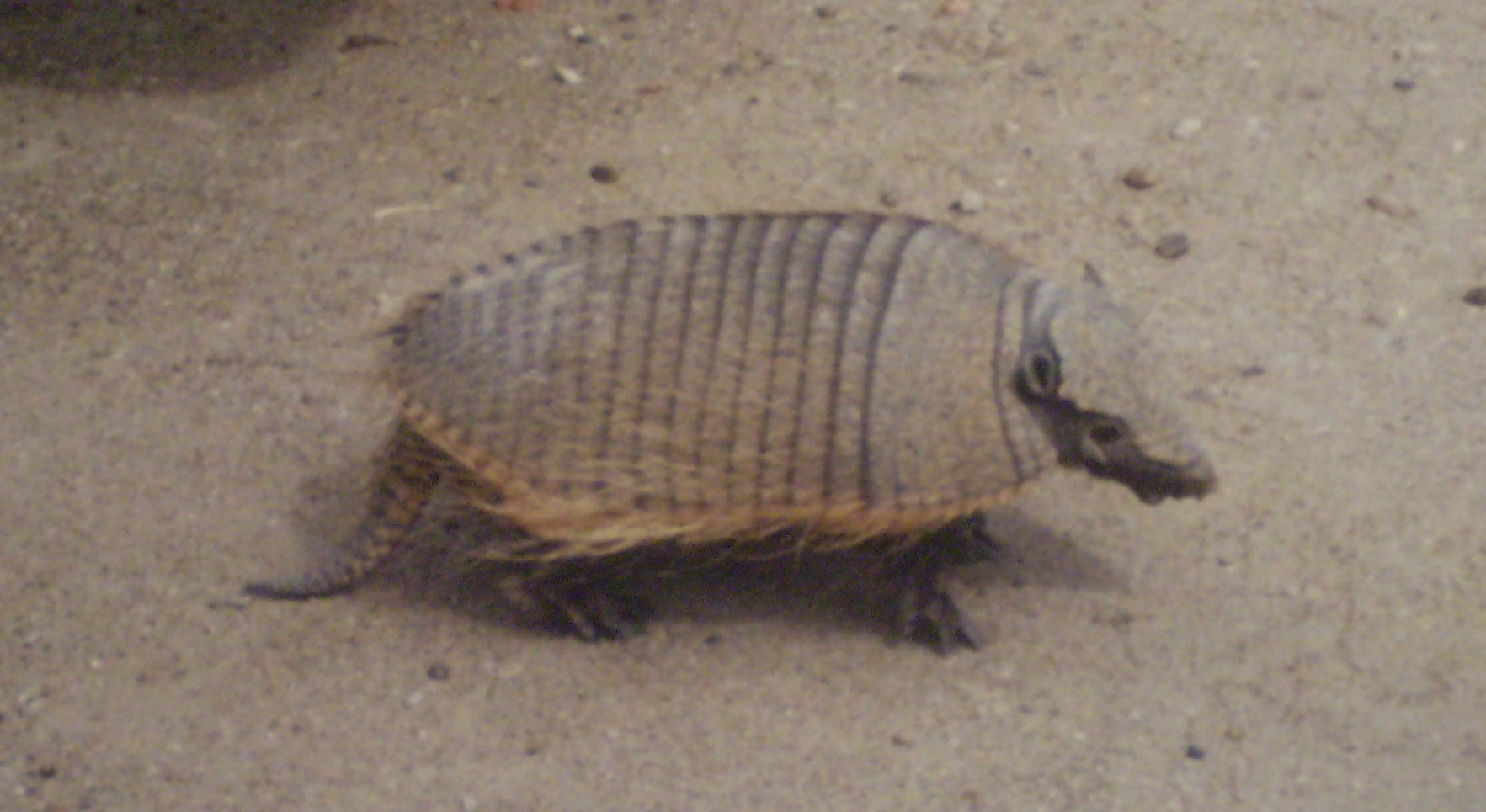
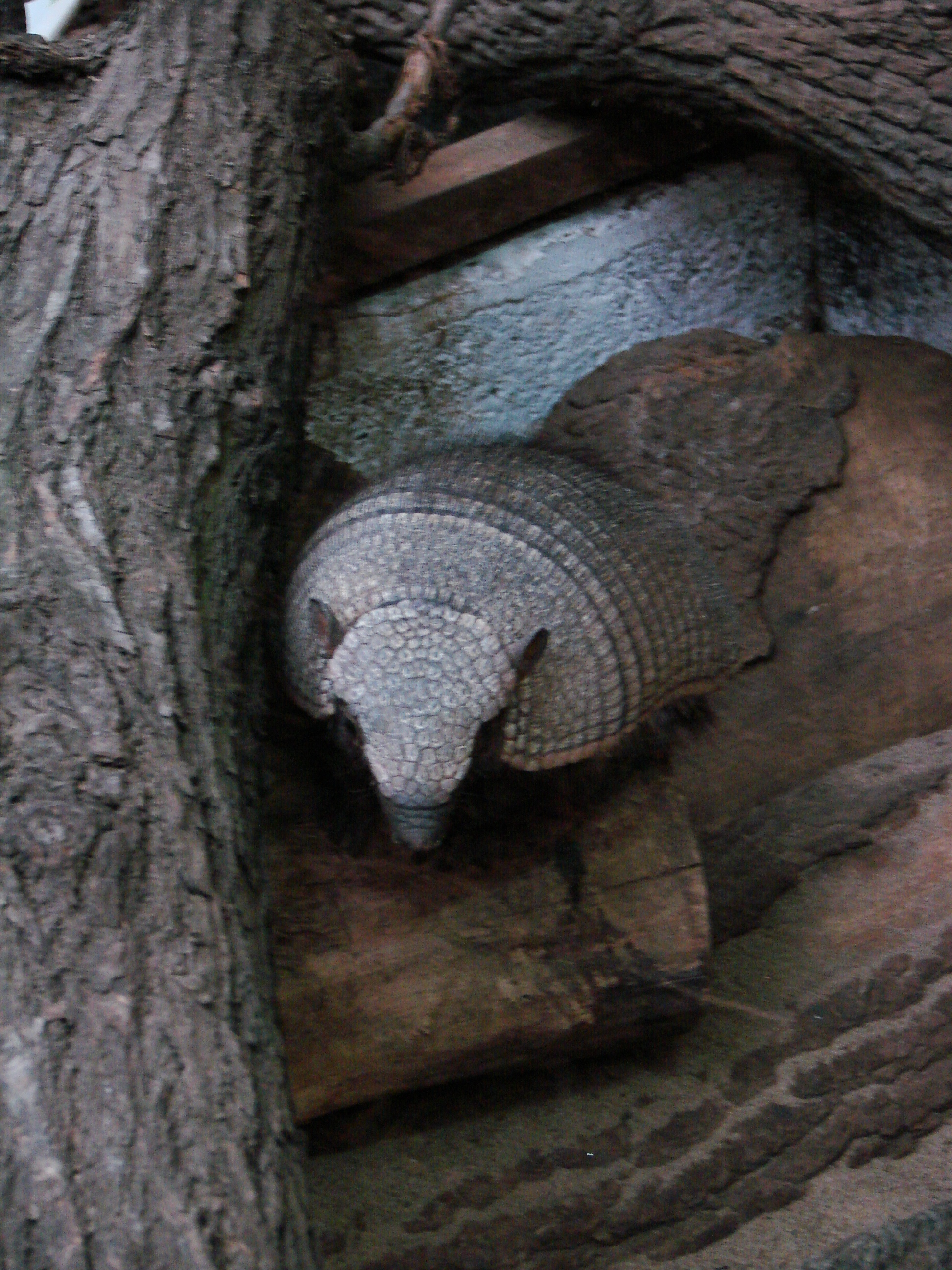
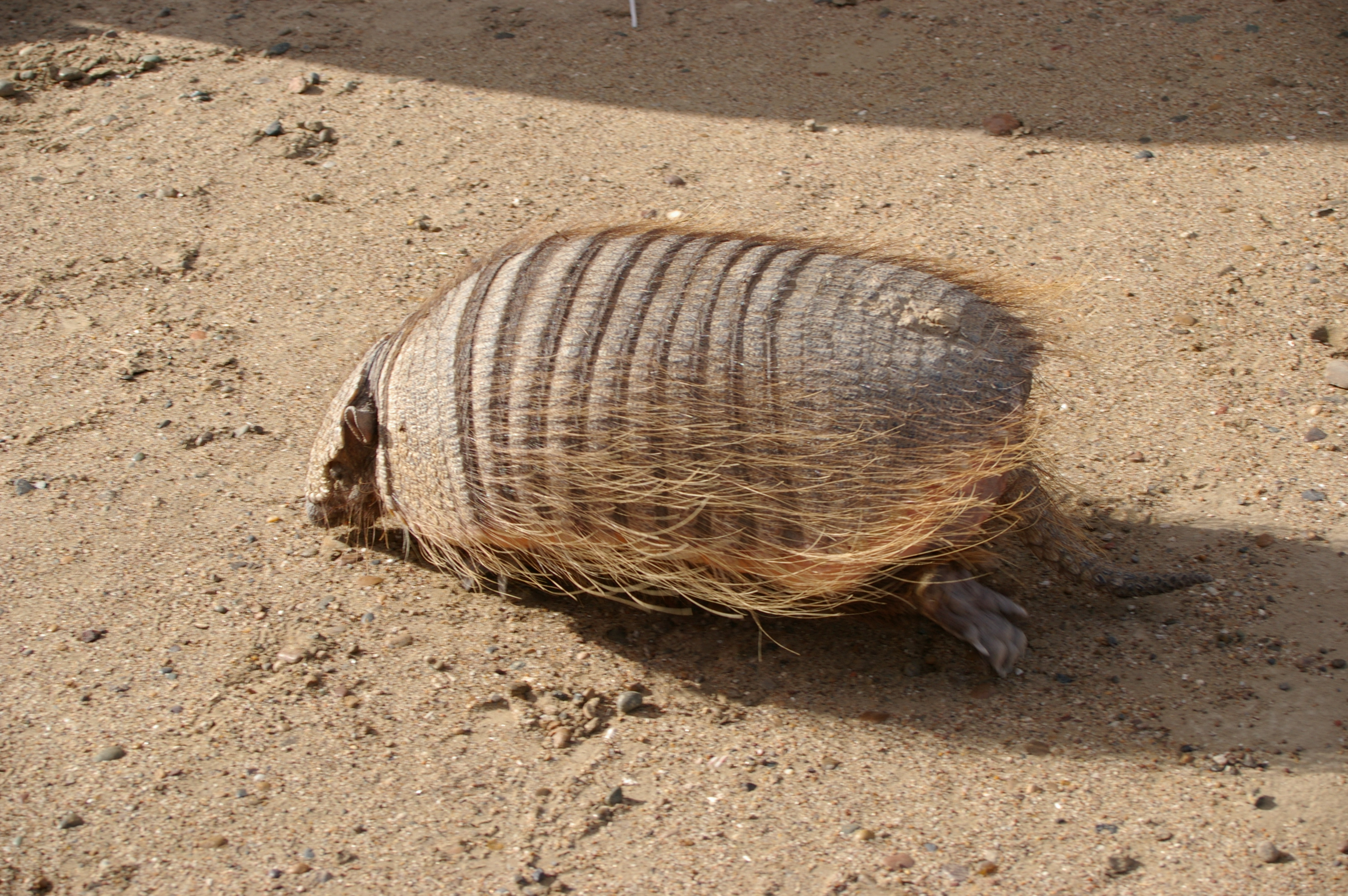
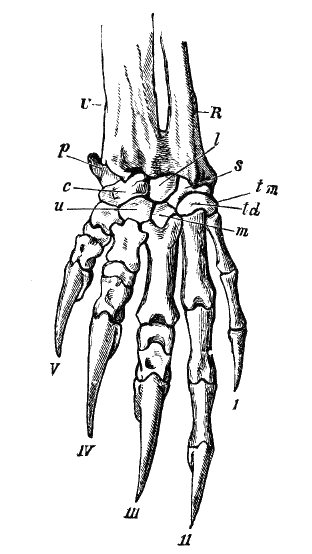